# Vương Trọng Vinh
Vương Trọng Vinh (giản thể: 王重荣; phồn thể: 王重榮, ? - 6 tháng 7 năm 887), là một quân phiệt vào cuối thời nhà Đường, kiểm soát Hà Trung quân. Ông tham gia trấn áp cuộc nổi dậy của Hoàng Sào, song sau đó lại có quan hệ thù địch với Đường Hy Tông và Tả Thần Sách trung úy Điền Lệnh Tư.

## Thân thế
Cựu Đường thư ghi ông là người Hà Trung, còn Tân Đường thư ghi ông là người Thái Nguyên. Cha của Vương Trọng Vinh là Vương Túng (王縱), đã lập được biên công trong thời gian giữ chức Diêm châu thứ sử. Nhờ công lao của cha, Vương Trọng Vinh được vào quân hiệu, cùng anh là Vương Trọng Doanh có hiệu kiêu hùng, có danh tiếng trong quân đội. Vương Trọng Vinh có ít nhất một anh khác là Vương Trọng Giản (王重簡).

## Đoạt lấy quyền lực
Năm 880, khi đang giữ chức Mã bộ quân đô ngu hậu tại Hà Trung, Vương Trọng Vinh trở thành người cai quản Hà Trung. Theo Cựu Đường thư, khi thủ lĩnh nổi dậy Hoàng Sào chiếm được kinh sư Trường An, Hà Trung tiết độ sứ Lý Đô (李都) cho rằng mình không thể kháng lại Hoàng Sào nên đã quy phục Đại Tề, và được phép tiếp tục ở lại trấn giữ Hà Trung, trong khi Vương Trọng Vinh được bổ nhiệm là tiết độ phó sứ. Tuy nhiên, Vương Trọng Vinh phản đối các yêu cầu cung cấp vật chất từ Hoàng Sào nên đã buộc Lý Đô phải giao lại quyền hành cho mình; Vương sau đó xưng là lưu hậu, giết chết sứ giả Đại Tề, và cử Lý Đô đến Thành Đô để tỏ lòng tôn kính với Đường Hy Tông. Ghi chép trong Tân Đường thư phần lớn cũng tương đồng, song có thêm chi tiết Đường Hy Tông đã phái Kinh Triệu doãn Đậu Duật (竇潏) thay thế Lý Đô, song Vương Trọng Vinh đã buộc Đậu Duật phải trở về Thành Đô và đoạt lấy quyền kiểm soát Hà Trung. Tư trị thông giám thì ghi rằng Vương Trọng Vinh đã làm loạn trước khi Hoàng Sào chiếm Trường An, buộc Đường Hy Tông phải triệu Lý Đô về kinh và bổ nhiệm ông là lưu hậu; và Vương Trọng Vinh sau đó đã quy phục Hoàng Sào song do bị Hoàng Sào yêu cầu cung cấp vật chất nên đã quay trở lại trung thành với triều Đường.

## Chống Hoàng Sào
Sau khi Vương Trọng Vinh quay sang chống lại Hoàng Sào, Hoàng Sào đã khiển bộ tướng Chu Ôn và thân thích là Hoàng Nghiệp (黃鄴) suất quân tiến công Hà Trung. Vương Trọng Vinh đánh bại quân Tề, và sau đó liên kết với Nghĩa Vũ tiết độ sứ Vương Xử Tồn (王處存)- người vừa tiến đến khu vực và có ý định tiến công Hoàng Sào. Họ tiến đến khu vực phía bắc sông Vị, chuẩn bị cho chiến dịch tái chiếm Trường An từ Hoàng Sào. Liên quân Đường cũng bao gồm binh lính của Trịnh Điền (鄭畋), Đường Hoằng Phu (唐弘夫), và Thác Bạt Tư Cung (拓拔思恭), họ tái chiếm Trường An trong một thời gian ngắn vào mùa hè năm 881, song sau khi các binh sĩ liên quân Đường sa vào cướp bóc người dân trong thành, quân Tề đã phản công, liên quân Đường thảm bại và phải rút khỏi Trường An. Trong thời gian diễn ra chiến dịch, Đường Hy Tông hạ chỉ bổ nhiệm Vương Trọng Vinh làm Hà Trung tiết độ sứ. Sau đó, Vương Trọng Vinh hợp binh với Chiêu Nghĩa tiết độ sứ Cao Tầm (高潯) công chiếm Hoa châu  cho Đường. Vào mùa xuân năm 882, Chu Ôn chiếm được Đồng châu và sau đó tiến công Hà Trung, song bị Vương Trọng Vinh đẩy lui.
Không thể đánh bại Vương Trọng Vinh, Chu Ôn liên tục cầu viện Hoàng Sào, song đều bị Mạnh Khải (孟楷) giấu đi không báo cho Hoàng Sào. Vào mùa thu năm 882, cho rằng Đại Tề cuối cùng sẽ sụp đổ, Chu Ôn quy phục Vương Trọng Vinh, và do mẹ của Chu Ôn cũng mang họ Vương nên người này nhận Vương Trọng Vinh là cữu (anh/em của mẹ). Theo tiến cử của Vương Trọng Vinh, Chư đạo hành doanh đô thống Vương Đạc bổ nhiệm Chu Ôn là Đồng Hoa tiết độ sứ, và ban danh là "Toàn Trung".
Tuy nhiên, tại thời điểm đó, liên quân Đường lại lâm vào thế bế tắc với Hoàng Sào, và họ vẫn tiếp tục lo lắng về thực lực quân sự của mình. Vương Trọng Vinh bàn bạc với Dương Phục Quang, Vương Đạc, và Vương Huy, sau đó Dương Phục Quang đề xuất xá tội cho phản tướng người Sa Đà Lý Khắc Dụng và lệnh cho người này đến hợp binh, Lý Khắc Dụng chấp thuận và đưa quân đến. Trong khi đó, vào cuối năm 882, Đường Hy Tông đã ban chức Đồng bình chương sự cho Vương Trọng Vinh.
Năm 883, liên quân Lý Khắc Dụng và Vương Trọng Vinh tiến về phía Trường An, liên tục đánh bại quân Tề. Lý Khắc Dụng tiến quân vào Trường An, Hoàng Sào chạy trốn về phía đông. Do các công lao của mình trong việc trấn áp loạn Hoàng Sào, Vương Trọng Vinh được ban chức Kiểm hiệu thái úy và được phong tước Lang Da quận vương.

## Đối đầu với Điền Lệnh Tư
Sau khi Đường Hy Tông trở về Trường An, triều đình Đường lâm vào cảnh ngân khố trống rỗng do sau loạn Hoàng Sào, các quân trở nên độc lập hơn với triều đình và không còn nộp sưu thuế nữa, triều đình Đường chỉ thu được thuế trong thành Trường An và vùng xung quanh. Vương Trọng Vinh khi trước đã đoạt lấy quyền kiểm soát hai đầm muối ở Hà Trung- nguyên thuộc quyền cai quản của Diêm-thiết chuyển vận sứ của triều đình, và chỉ nộp một lượng muối ít ỏi cho triều đình. Tả Thần Sách trung úy Điền Lệnh Tư là hoạn quan kiểm soát triều chính trên thực tế, người này đã thỉnh cầu Đường Hy Tông khôi phục quyền kiểm soát các đầm muối cho Diêm-thiết chuyển vận sứ, và trao cho bản thân mình phụ trách hai đầm muối ở Hà Trung. Vương Trọng Vinh từ chối và liên tục trình tấu yêu cầu được giữ lại hai đầm muối, song không có kết quả. Tiếp theo, khi dưỡng tử của Điền Lệnh Tư là Điền Khuông Hựu (田匡祐) làm sứ giả đến Hà Trung, thoạt đầu Vương Trọn Vinh tôn trọng Điền Khuông Hựu, song Khuông Hựu ngạo mạn xúc phạm binh sĩ Hà Trung. Vương Trọng Vinh sau đó giam giữ Điền Khuông Hựu, công khai buộc tội Điền Khuông Hựu và Điền Lệnh Tư, song Vương Trọng Vinh nghe theo lời của giám quân và cho Khuông Hựu rời khỏi quân. Khi Khuông Hựu về lại Trường An, ông ta đã thúc giục Điền Lệnh Tư có hành động chống lại Vương Trọng Vinh. Vào mùa hè năm 885, Điền Lệnh Tư đã thỉnh Đường Hy Tông ban một chiếu chỉ thuyên chuyển Vương Trọng Vinh đến Thái Ninh , Thái Ninh tiết độ sứ Tề Khắc Nhượng chuyển đến Nghĩa Vũ , và Nghĩa Vũ tiết độ sứ Vương Xử Tồn chuyển đến Hà Trung.
Vương Trọng Vinh từ chối tuân chỉ và thượng biểu tố cáo Điền Lệnh Tư phạm 10 tội. Vương Xử Tồn cũng thượng tấu nói giúp Vương Trọng Vinh, và đến khi chiếu chỉ không được rút lại, Xử Tồn chỉ giả bộ tiến đến Hà Trung rồi lại quay về Nghĩa Vũ. Điền Lệnh Tư liên kết với Phượng Tường tiết độ sứ Lý Xương Phù và Tĩnh Nan tiết độ sứ Chu Mai, trong khi Vương Trọng Vinh cầu viện Lý Khắc Dụng. Khoảng tết năm 886, hai bên giao chiến, quân Vương/Trịnh giành được thắng lợi. Lý Khắc Dụng tiến về Trường An, Điền Lệnh Tư đưa Đường Hy Tông chạy đến Hưng Nguyên. Lý Khắc Dụng và Vương Trọng Vinh triệt thoái về Hà Trung và thượng tấu yêu cầu Điền Lệnh Tư phải chết. Sau đó, khi Đường Hy Tông ban chiếu chỉ cho Vương Trọng Vinh yêu cầu cung cấp lương thực cho quân triều đình, Vương Trọng Vinh đáp rằng ông sẽ từ chối tuân chỉ cho đến khi Điền Lệnh Tư bị hành hình. Trong khi đó, Chu Mai quay sang chống Đường Hy Tông, tôn một người trong tông thất là Lý Uân làm hoàng đế mới tại Trường An.

## Hòa giải với Đường Hy Tông
Điền Lệnh Tư biết toàn đế chế đều không ưa mình nên đã đến Tây Xuyên</ref> 西川, trị sở nay thuộc Thành Đô, Tứ Xuyên</ref>, kế nhiệm Điền Lệnh Tư cai quản Thần Sách quân là Dương Phục Cung. Đồng bình chương sự Đỗ Nhượng Năng chỉ ra rằng Vương Trọng Vinh và Dương Phục Quang (khi đó đã qua đời) là bằng hữu với nhau, Đường Hy Tông đã lệnh cho Dương Phục Cung viết thư thuyết phục Vương Trọng Vinh quay trở lại trung thành với Đường Hy Tông. Nhận được thư của Dương Phục Cung, Vương Trọng Vinh tuyên bố trung thành với Đường Hy Tông, cống nạp tơ lụa và còn thỉnh cầu tiến công Chu Mai, trong khi đó Lý Khắc Dụng cũng tuyên bố trung thành với Đường Hy Tông.
Khoảng tết năm 887, Chu Mai bị thuộc hạ là Vương Hành Du sát hại, Bùi Triệt và Trịnh Xương Đồ cùng khoảng 200 triều sĩ đưa Lý Uân chạy đến Hà Trung. Thoạt đầu, Vương Trọng Vinh giả bộ nghênh tiếp song sau đó đã bắt giữ và xử trảm Lý Uân, giam giữ Bùi Triệt và Trịnh Xương Đồ (sau cũng bị hành quyết theo lệnh của Đường Hy Tông). Vương Trọng Vinh đưa thủ cấp của Lý Uân đến Hưng Nguyên trình Đường Hy Tông. Đường Hy Tông sau đó trở về Trường An.

## Qua đời
Tuy nhiên, vào những năm cuối trong sự nghiệp, Vương Trọng Vinh càng cai trị Hà Trung khắc nghiệt hơn. Do ông từng trừng phạt nha tướng Thường Hành Nho (常行儒), Thường Hành Nho thấy hổ thẹn và cuối cùng quyết định chống lại ông. Vào mùa hè năm 887, Trương Hành Nho bắt đầu cuộc binh biến vào ban đêm và tiến công quân phủ. Vương Trọng Vinh chạy trốn đến biệt thự ở ngoài thành, song bị Thường Hành Nho tiến công và sát hại. Thường Hành Nho ủng hộ anh của Trọng Vinh là Thiểm Quắc tiết độ sứ Vương Trọng Doanh thay thế Vương Trọng Vinh, và Đường Hy Tông đã hạ chỉ chuyển Vương Trọng Doanh đến Hà Đông, cho con của Vương Trọng Doanh là Vương Củng (王珙) làm Thiểm Quắc lưu hậu. Sau khi kiểm soát Hà Trung, Vương Trọng Doanh giết chết Thường Hành Nho. Năm 895, Vương Trọng Doanh qua đời, dưỡng tử của Vương Trọng Vinh là Vương Kha (王珂) kế nhiệm, song đến năm 901 thì Hà Trung rơi vào tay Chu Toàn Trung.